# Sabirni logor Banjica
Sabirni logor Banjica osnovan je u srpnju 1941., a zatvoren je u rujnu 1944. na prostoru Srbije. Logor je imao dvije sekcije u kojoj je jedna bila u nadležnosti Srpske policije, dok je drugi dio bio u nadležnosti Gestapoa. Prvi zatvorenici dovedeni su 9. svibnja 1941. i zatvorenici su bili Židovi, Romi, a od 1941. kada je Beograd proglašen Judenfrei uglavnom protivnici Nedićevog režima, većinom zarobljeni partizani i srpski komunisti. Banjica je bio sabirni i egzekucijski logor. Mnogi zatvorenici iz Banjice bili su prebačeni u druge koncentracijske i radne logore koje su Nijemci držali pod svojom kontrolom u okupiranoj Europi. Broj žrtava procjenjuje se na između 27.000 do 80.000, no broj nikada neće biti poznat zbog toga što je mnogo dokumentacije bilo uništeno 1943., a i mnoga tijela koja su bila pokopana na području logora bila su prebačena na druga mjesta ili su bila uništena. 

## Vanjske poveznice
- Muzej koncentracijskog logora Banjica  Arhivirana inačica izvorne stranice od 20. studenoga 2008. (Wayback Machine)